# روجر برناردو
روجر دی اولیویرا برناردو (به پرتغالی: Roger de Oliveira Bernardo) هافبک اهل برزیل است که در شهر ریو کلارو (سائوپائولو) و در تاریخ ۱۰ اوت ۱۹۸۵ به دنیا آمده‌است. روجر برناردو در تیم‌های فوتبال AA Ponte Preta سابقهٔ حضور دارد.